# هانس كارلسون
هانس كارلسون (بالسويدية: Hans Karlsson)‏ هو لاعب كرة قدم سويدي، ولد في 1 سبتمبر 1932، وتوفي في 2008. لعب مع نادي يورغوردينس.